# Дьяченково
Дьяченково — село в Богучарском районе Воронежской области.
Административный центр Дьяченковского сельского поселения.

## География
Расположено в семи километрах от Богучара, на реке Левая Богучарка.

### Улицы
| - ул. Вишневая, - ул. Кирова, - ул. Ленинская, - ул. Луговая, - ул. Мира, - ул. Молодёжная, - ул. Озёрная, - ул. Полевая, - ул. Садовая, | - ул. Ярославская, - ул. Спортивная, - ул. Транспортная, - ул. Центральная, - ул. Чапаева, - ул. Школьная, - пер. Садовый, - пер. Сельскохозяйственный, - пер. Степана Разина. |

## Население
| 1859 | 1897  | 2000  | 2005  | 2010  |
| ---- | ----- | ----- | ----- | ----- |
| 1684 | ↗2881 | ↘2655 | ↘2580 | ↘2288 |

## История
Основано в 1730 году казаком Дьяченковым на месте дач слободы Богучар.